# سبايدر مان: ريترون أف ذا سنستر سكس
سبايدر مان: ريترون أف ذا سنستر سكس (بالإنجليزية: Spider-Man: Return of the Sinister Six)‏، هي لعبة كمبيوتر من نشر شركة مارفل كومكس، صدرت سنة 1992، وتعمل على نظام الكمبيوتر إن إي إس، وماستر سيستم، وجيم جير.